# 葛飾区
葛飾区（かつしかく）は、東京都の区部東部に位置する特別区。
他の市区町村とは、西で荒川を挟んで墨田区と向かい合い、荒川の北西側対岸と北に足立区があり、南は江戸川区と接する。北東端にある小合溜井（こあいためい）対岸は埼玉県三郷市で、北端には小合溜井に隣接する大場川を境界に埼玉県八潮市があり、東は江戸川を境界に千葉県松戸市がある。

## 概要
区内には、山田洋次監督の映画『男はつらいよ』シリーズで知られる柴又帝釈天や、江戸時代の菖蒲文化を伝える堀切菖蒲園、秋本治の漫画『こちら葛飾区亀有公園前派出所（こち亀）』で有名になった亀有がある。
かつては工業が盛んな地域で、住宅地の中に小さな町工場が点在し、荒川の土手に上がると無数の煙突が黒い煙を吐き出しているのが見える典型的な下町の風景であった。現在では工場跡地が集合住宅や商業施設に変わり、山の手の住宅街の風景とあまり変わらない街に変わりつつある。小菅には東京拘置所が所在している。

### 葛飾の名称について
葛飾の名称は現在の葛飾区の地域固有のものではなく、葛飾とはもともと下総国（現在の千葉県）葛飾郡一帯の広大な地の総称であった。この場合の「葛飾」とは、中央付近を概ね現在の千葉県市川市付近とし、北を埼玉県北葛飾郡、西を東京都葛飾区や墨田区・江東区の東部、東を茨城県古河市、南を東京都江戸川区や千葉県浦安市付近とする一帯で、古くは『万葉集』などにもその地名が登場している。
現在の葛飾区一帯や江戸川区の付近は近世まで「葛西（葛飾の西部の意）」の名称で呼ばれていた地域であるが、現在では一般に江戸川区南部一帯の地域を指すにとどまり、東京メトロ東西線「葛西駅」、首都高速湾岸線「葛西ジャンクション」、「葛西臨海公園」、警視庁葛西警察署などにその名が残る。明治維新直後には、千葉県市川市から船橋市一帯に新行政庁として「葛飾県」が設置されたこともある。
現在の東京都葛飾区以外に「かつしか」「葛飾」の全部または「葛」の字が付いた地名などが数多いのは、こうして本来「葛飾」と呼ばれた地域が非常に広大であったためである。また、「葛飾」のほぼ中央付近に位置している現在の京成電鉄京成西船駅（千葉県船橋市）は、1987年まで「葛飾駅」の名称を使用していたほか（2010年まで駅名下には「旧葛飾駅」の表記があったほか、JR西船橋駅南東側の町名は現在も「葛飾町」である）、この周辺に点在する学校等施設はいずれも「葛飾幼稚園」「葛飾小学校」「葛飾中学校」など、「葛飾」の名をそのまま現在も冠している。
JR総武線「本八幡駅（もとやわたえき）」の語源にもなっている神社「葛飾八幡宮（かつしかはちまんぐう）」（千葉県市川市）など、葛飾の名を冠したものは、実は現在の葛飾区よりも、「本来の葛飾」の中央付近だった千葉県北西部（旧東葛飾郡）に多い。
当初、東京市では区役所設置予定地を区名として採用することを原則としており、新宿町（にいじゅくまち）が区役所設置予定地であったことから「新宿（にいじゅく）区」が最初の区名原案だった。しかし当時の四谷区新宿および新宿駅周辺地域と混乱する可能性があったなどのことから、この原案は採用されなかった。

## 人口
| |                                        |  |
| 葛飾区と全国の年齢別人口分布（2005年） | 葛飾区の年齢・男女別人口分布（2005年） |  |
| ■紫色 ― 葛飾区 ■緑色 ― 日本全国 | ■青色 ― 男性 ■赤色 ― 女性              |  |
| 葛飾区（に相当する地域）の人口の推移 \| 1970年（昭和45年） \| 462,954人 \| \| \| 1975年（昭和50年） \| 442,328人 \| \| \| 1980年（昭和55年） \| 420,187人 \| \| \| 1985年（昭和60年） \| 419,017人 \| \| \| 1990年（平成2年） \| 424,801人 \| \| \| 1995年（平成7年） \| 424,478人 \| \| \| 2000年（平成12年） \| 421,519人 \| \| \| 2005年（平成17年） \| 424,878人 \| \| \| 2010年（平成22年） \| 442,586人 \| \| \| 2015年（平成27年） \| 442,913人 \| \| \| 2020年（令和2年） \| 453,093人 \| \| |                                        |  |
| 総務省統計局 国勢調査より |                                        |  |
| 1970年（昭和45年） | 462,954人                              |  |
| 1975年（昭和50年） | 442,328人                              |  |
| 1980年（昭和55年） | 420,187人                              |  |
| 1985年（昭和60年） | 419,017人                              |  |
| 1990年（平成2年） | 424,801人                              |  |
| 1995年（平成7年） | 424,478人                              |  |
| 2000年（平成12年） | 421,519人                              |  |
| 2005年（平成17年） | 424,878人                              |  |
| 2010年（平成22年） | 442,586人                              |  |
| 2015年（平成27年） | 442,913人                              |  |
| 2020年（令和2年） | 453,093人                              |  |

2005年の夜間人口（居住者）は424,823人であるが、区外からの通勤者と通学生および居住者のうちの区内に昼間残留する人口の合計である昼間人口は343,039人で昼は夜の0.807倍の人口になる。通勤者・通学者で見ると区内から区外へ出る通勤者・通学者は140,272人、区外から区内へ入る通勤者・通学者は58,488人と区内から区外へ出る通勤者・通学者の方が多い（東京都編集『東京都の昼間人口2005』平成20年発行140 - 141ページ）。国勢調査では年齢不詳のものが東京都だけで16万人いる。上のグラフには年齢不詳のものを含め、昼夜間人口に関しては年齢不詳の人物は数字に入っていないので数字の間に誤差は生じる。

## 地理
東京都の北東部に所在する。区域全体が荒川の外側にある唯一の区である。区の西部は海抜ゼロメートル地帯で、海抜マイナス1メートルかそれよりも低い場所がある。一方、区の東部は海抜1 - 2.5メートルまでの範囲となっている。都内で唯一、埼玉県と千葉県の両方に隣接する基礎自治体である。
- 河川：江戸川、荒川、綾瀬川、中川、新中川

### 隣接する自治体
- 東京都：江戸川区、墨田区、足立区
- 埼玉県：三郷市、八潮市
- 千葉県：松戸市

## 歴史

### 年表
- 1868年（明治元年） - 武蔵知県事の管轄となる。
- 1869年（明治2年）1月18日 - 小菅県が新設されこれに属し、小菅県庁を葛飾郡小菅村に置く。
- 1872年（明治5年）2月8日 - 小菅県を廃し、東京府葛飾郡となる。
- 1878年（明治11年）11月2日 - 東京府が「葛飾郡」の地称を廃し、東京府南葛飾郡となる。
- 1889年（明治22年）5月1日 - 町村制 施行により、南葛飾郡新宿町、金町村、奥戸村、水元村、亀青村、南綾瀬村、立石村の1町6村が誕生（金町村、奥戸村、南綾瀬村はのちに町制（金町村は町制と同時に金町と改称）、立石村は1890年（明治23年）5月10日に本田村と改称後に町制移行）。
- 1932年 （昭和7年）10月1日 - 5郡82町村が東京市 に編入され、上記の5町2村は東京市葛飾区になる。
  - 以降、1937年（昭和12年）3月31日まで千葉県に同名の葛飾町があった（現在は船橋市の一部）。
- 1938年（昭和13年）9月1日、台風接近と高潮が重なり荒川放水路を挟んで葛飾区をはじめ城東区、向島区、江戸川区一帯が冠水。約50,000戸が浸水し、250,000人が孤立[3]。
- 1943年（昭和18年）7月1日 - 東京府・東京市が廃止され、東京都葛飾区となる。
- 1947年（昭和22年）9月 - カスリーン台風により水害が発生する。区の全域が浸水する[4]。
- 1949年（昭和24年）12月28日 - 奥戸新町に存在した東亜油糧の工場で搾油作業中に爆発、工場が炎上した。死者5人、重軽傷者2人[5]。
- 1951年（昭和26年）3月31日 - 「葛飾区歌」および「葛飾音頭」を制定。
- 1996年（平成8年）9月9日 - 柴又女子大生放火殺人事件が発生する。
- 2022年（令和4年）12月15日 - 区役所新庁舎の所在地を京成立石駅北口に建てる再開発ビルとする条例を区議会が可決（2028年度移転予定）[6]。

## 町名
葛飾区ではほぼ全域において住居表示の実施が完了している。以下は住居表示実施後の町名と、当該住居表示実施直前の旧町名の一覧である。旧町名の後に「（全）」と注記したもの以外は当該旧町域の一部である。

### 葛飾区役所管内
| 町名           | 町区域新設年月日 | 住居表示実施年月日 | 住居表示実施前の町名など                                                                                      | 備考 |
| -------------- | ---------------- | ------------------ | --- | ---- |
| 立石一丁目     | 1966年12月1日    |                    | 本田梅田町（全）、本田立石町、本田町、本田中原町、本田淡之須町、本田四ツ木町、本田篠原町、西淡之須町、青戸町1 |      |
| 立石二丁目     | 1966年12月1日    |                    | 本田梅田町（全）、本田立石町、本田町、本田中原町、本田淡之須町、本田四ツ木町、本田篠原町、西淡之須町、青戸町1 |      |
| 立石三丁目     | 1966年12月1日    |                    | 本田梅田町（全）、本田立石町、本田町、本田中原町、本田淡之須町、本田四ツ木町、本田篠原町、西淡之須町、青戸町1 |      |
| 立石四丁目     | 1966年12月1日    |                    | 本田梅田町（全）、本田立石町、本田町、本田中原町、本田淡之須町、本田四ツ木町、本田篠原町、西淡之須町、青戸町1 |      |
| 立石五丁目     | 1966年12月1日    |                    | 本田梅田町（全）、本田立石町、本田町、本田中原町、本田淡之須町、本田四ツ木町、本田篠原町、西淡之須町、青戸町1 |      |
| 立石六丁目     | 1966年12月1日    |                    | 本田梅田町（全）、本田立石町、本田町、本田中原町、本田淡之須町、本田四ツ木町、本田篠原町、西淡之須町、青戸町1 |      |
| 立石七丁目     | 1966年12月1日    |                    | 本田梅田町（全）、本田立石町、本田町、本田中原町、本田淡之須町、本田四ツ木町、本田篠原町、西淡之須町、青戸町1 |      |
| 立石八丁目     | 1966年12月1日    |                    | 本田梅田町（全）、本田立石町、本田町、本田中原町、本田淡之須町、本田四ツ木町、本田篠原町、西淡之須町、青戸町1 |      |
| 東立石一丁目   | 1965年9月1日     |                    | 本田原町（全）、南立石町（全）、本田川端町、本田渋江町、本田立石町                                            |      |
| 東立石二丁目   | 1965年9月1日     |                    | 本田原町（全）、南立石町（全）、本田川端町、本田渋江町、本田立石町                                            |      |
| 東立石三丁目   | 1965年9月1日     |                    | 本田原町（全）、南立石町（全）、本田川端町、本田渋江町、本田立石町                                            |      |
| 東立石四丁目   | 1965年9月1日     |                    | 本田原町（全）、南立石町（全）、本田川端町、本田渋江町、本田立石町                                            |      |
| 東四つ木一丁目 | 1965年3月1日     |                    | 本田木根川町（全）、本田渋江町、本田川端町、本田町                                                            |      |
| 東四つ木二丁目 | 1965年3月1日     |                    | 本田木根川町（全）、本田渋江町、本田川端町、本田町                                                            |      |
| 東四つ木三丁目 | 1965年3月1日     |                    | 本田木根川町（全）、本田渋江町、本田川端町、本田町                                                            |      |
| 東四つ木四丁目 | 1965年3月1日     |                    | 本田木根川町（全）、本田渋江町、本田川端町、本田町                                                            |      |
| 四つ木一丁目   | 1965年3月1日     |                    | 西篠原町、本田四ツ木町、本田宝木塚町、本田篠原町、本田若宮町、本田渋江町、本田町、西淡之須町、青戸町1         |      |
| 四つ木二丁目   | 1965年3月1日     |                    | 西篠原町、本田四ツ木町、本田宝木塚町、本田篠原町、本田若宮町、本田渋江町、本田町、西淡之須町、青戸町1         |      |
| 四つ木三丁目   | 1965年3月1日     |                    | 西篠原町、本田四ツ木町、本田宝木塚町、本田篠原町、本田若宮町、本田渋江町、本田町、西淡之須町、青戸町1         |      |
| 四つ木四丁目   | 1965年3月1日     |                    | 西篠原町、本田四ツ木町、本田宝木塚町、本田篠原町、本田若宮町、本田渋江町、本田町、西淡之須町、青戸町1         |      |
| 四つ木五丁目   | 1965年3月1日     |                    | 西篠原町、本田四ツ木町、本田宝木塚町、本田篠原町、本田若宮町、本田渋江町、本田町、西淡之須町、青戸町1         |      |

### 金町区民事務所管内
| 町名         | 町区域新設年月日 | 住居表示実施年月日 | 住居表示実施前の町名など                             | 備考 |
| ------------ | ---------------- | ------------------ | ---------------------------------------------------- | --- |
| 金町一丁目   | 1968年1月1日     |                    | 金町1 - 4、新宿町2・4・5                             | |
| 金町二丁目   | 1968年1月1日     |                    | 金町1 - 4、新宿町2・4・5                             | |
| 金町三丁目   | 1968年1月1日     |                    | 金町1 - 4、新宿町2・4・5                             | |
| 金町四丁目   | 1968年1月1日     |                    | 金町1 - 4、新宿町2・4・5                             | |
| 金町五丁目   | 1968年1月1日     |                    | 金町1 - 4、新宿町2・4・5                             | |
| 金町六丁目   | 1968年1月1日     |                    | 金町1 - 4、新宿町2・4・5                             | |
| 金町浄水場   | 1967年9月1日     |                    | 金町1、柴又町1                                       | |
| 東金町一丁目 | 1966年9月1日     |                    | 金町5（全）、金町3・4・6、水元小合町、新宿町5        | 五丁目53番は1975年2月1日に住居表示実施、直前は水元小合町および（旧）金町六丁目。五丁目54番は1981年10月1日に住居表示実施、直前は（旧）金町六丁目。 |
| 東金町二丁目 | 1966年9月1日     |                    | 金町5（全）、金町3・4・6、水元小合町、新宿町5        | 五丁目53番は1975年2月1日に住居表示実施、直前は水元小合町および（旧）金町六丁目。五丁目54番は1981年10月1日に住居表示実施、直前は（旧）金町六丁目。 |
| 東金町三丁目 | 1966年9月1日     |                    | 金町5（全）、金町3・4・6、水元小合町、新宿町5        | 五丁目53番は1975年2月1日に住居表示実施、直前は水元小合町および（旧）金町六丁目。五丁目54番は1981年10月1日に住居表示実施、直前は（旧）金町六丁目。 |
| 東金町四丁目 | 1966年9月1日     |                    | 金町5（全）、金町3・4・6、水元小合町、新宿町5        | 五丁目53番は1975年2月1日に住居表示実施、直前は水元小合町および（旧）金町六丁目。五丁目54番は1981年10月1日に住居表示実施、直前は（旧）金町六丁目。 |
| 東金町五丁目 | 1966年9月1日     |                    | 金町5（全）、金町3・4・6、水元小合町、新宿町5        | 五丁目53番は1975年2月1日に住居表示実施、直前は水元小合町および（旧）金町六丁目。五丁目54番は1981年10月1日に住居表示実施、直前は（旧）金町六丁目。 |
| 東金町六丁目 | 1966年9月1日     |                    | 金町5（全）、金町3・4・6、水元小合町、新宿町5        | 五丁目53番は1975年2月1日に住居表示実施、直前は水元小合町および（旧）金町六丁目。五丁目54番は1981年10月1日に住居表示実施、直前は（旧）金町六丁目。 |
| 東金町七丁目 | 1966年9月1日     |                    | 金町5（全）、金町3・4・6、水元小合町、新宿町5        | 五丁目53番は1975年2月1日に住居表示実施、直前は水元小合町および（旧）金町六丁目。五丁目54番は1981年10月1日に住居表示実施、直前は（旧）金町六丁目。 |
| 東金町八丁目 | 1966年9月1日     |                    | 金町5（全）、金町3・4・6、水元小合町、新宿町5        | 五丁目53番は1975年2月1日に住居表示実施、直前は水元小合町および（旧）金町六丁目。五丁目54番は1981年10月1日に住居表示実施、直前は（旧）金町六丁目。 |
| 新宿一丁目   | 1968年1月1日     |                    | 新宿町1・3（全）、新宿町2・5、水元小合町、水元飯塚町 | |
| 新宿二丁目   | 1968年1月1日     |                    | 新宿町1・3（全）、新宿町2・5、水元小合町、水元飯塚町 | |
| 新宿三丁目   | 1968年1月1日     |                    | 新宿町1・3（全）、新宿町2・5、水元小合町、水元飯塚町 | |
| 新宿四丁目   | 1968年1月1日     |                    | 新宿町1・3（全）、新宿町2・5、水元小合町、水元飯塚町 | |
| 新宿五丁目   | 1968年1月1日     |                    | 新宿町1・3（全）、新宿町2・5、水元小合町、水元飯塚町 | |
| 新宿六丁目   | 1968年1月1日     |                    | 新宿町1・3（全）、新宿町2・5、水元小合町、水元飯塚町 | |

### 亀有区民事務所管内
| 町名         | 町区域新設年月日 | 住居表示実施年月日 | 住居表示実施前の町名など                                                    | 備考 |
| ------------ | ---------------- | ------------------ | --------------------------------------------------------------------------- | ---- |
| 亀有一丁目   | 1966年6月1日     |                    | 亀有町3・4（全）、亀有町1・2、砂原町2                                       |      |
| 亀有二丁目   | 1966年6月1日     |                    | 亀有町3・4（全）、亀有町1・2、砂原町2                                       |      |
| 亀有三丁目   | 1966年6月1日     |                    | 亀有町3・4（全）、亀有町1・2、砂原町2                                       |      |
| 亀有四丁目   | 1966年6月1日     |                    | 亀有町3・4（全）、亀有町1・2、砂原町2                                       |      |
| 亀有五丁目   | 1966年6月1日     |                    | 亀有町3・4（全）、亀有町1・2、砂原町2                                       |      |
| 西亀有一丁目 | 1965年12月1日    |                    | 砂原町1（全）、砂原町2、砂原町、亀有町1、上千葉町                           |      |
| 西亀有二丁目 | 1965年12月1日    |                    | 砂原町1（全）、砂原町2、砂原町、亀有町1、上千葉町                           |      |
| 西亀有三丁目 | 1965年12月1日    |                    | 砂原町1（全）、砂原町2、砂原町、亀有町1、上千葉町                           |      |
| 西亀有四丁目 | 1965年12月1日    |                    | 砂原町1（全）、砂原町2、砂原町、亀有町1、上千葉町                           |      |
| 青戸一丁目   | 1967年6月1日     |                    | 青戸町3・4（全）、青戸町1・2、本田淡之須町、亀有町2、本田立石町、本田中原町 |      |
| 青戸二丁目   | 1967年6月1日     |                    | 青戸町3・4（全）、青戸町1・2、本田淡之須町、亀有町2、本田立石町、本田中原町 |      |
| 青戸三丁目   | 1967年6月1日     |                    | 青戸町3・4（全）、青戸町1・2、本田淡之須町、亀有町2、本田立石町、本田中原町 |      |
| 青戸四丁目   | 1967年6月1日     |                    | 青戸町3・4（全）、青戸町1・2、本田淡之須町、亀有町2、本田立石町、本田中原町 |      |
| 青戸五丁目   | 1967年6月1日     |                    | 青戸町3・4（全）、青戸町1・2、本田淡之須町、亀有町2、本田立石町、本田中原町 |      |
| 青戸六丁目   | 1967年6月1日     |                    | 青戸町3・4（全）、青戸町1・2、本田淡之須町、亀有町2、本田立石町、本田中原町 |      |
| 青戸七丁目   | 1967年6月1日     |                    | 青戸町3・4（全）、青戸町1・2、本田淡之須町、亀有町2、本田立石町、本田中原町 |      |
| 青戸八丁目   | 1967年6月1日     |                    | 青戸町3・4（全）、青戸町1・2、本田淡之須町、亀有町2、本田立石町、本田中原町 |      |
| 白鳥一丁目   | 1966年6月1日     |                    | 青戸町1・2、亀有町1・2                                                      |      |
| 白鳥二丁目   | 1966年6月1日     |                    | 青戸町1・2、亀有町1・2                                                      |      |
| 白鳥三丁目   | 1966年6月1日     |                    | 青戸町1・2、亀有町1・2                                                      |      |
| 白鳥四丁目   | 1966年6月1日     |                    | 青戸町1・2、亀有町1・2                                                      |      |

### 新小岩北区民事務所管内
| 町名           | 町区域新設年月日 | 住居表示実施年月日 | 住居表示実施前の町名など                                     | 備考 |
| -------------- | ---------------- | ------------------ | ------------------------------------------------------------ | ---- |
| 新小岩一丁目   | 1965年12月1日    |                    | 下小松町、平井中町、奥戸新町                                 |      |
| 新小岩二丁目   | 1965年12月1日    |                    | 下小松町、平井中町、奥戸新町                                 |      |
| 新小岩三丁目   | 1965年12月1日    |                    | 下小松町、平井中町、奥戸新町                                 |      |
| 新小岩四丁目   | 1965年12月1日    |                    | 下小松町、平井中町、奥戸新町                                 |      |
| 西新小岩一丁目 | 1966年3月1日     |                    | 平井中町、上平井町、下小松町                                 |      |
| 西新小岩二丁目 | 1966年3月1日     |                    | 平井中町、上平井町、下小松町                                 |      |
| 西新小岩三丁目 | 1966年3月1日     |                    | 平井中町、上平井町、下小松町                                 |      |
| 西新小岩四丁目 | 1966年3月1日     |                    | 平井中町、上平井町、下小松町                                 |      |
| 西新小岩五丁目 | 1966年3月1日     |                    | 平井中町、上平井町、下小松町                                 |      |
| 東新小岩一丁目 | 1966年3月1日     |                    | 上小松町、下小松町、上平井町、奥戸新町、奥戸本町             |      |
| 東新小岩二丁目 | 1966年3月1日     |                    | 上小松町、下小松町、上平井町、奥戸新町、奥戸本町             |      |
| 東新小岩三丁目 | 1966年3月1日     |                    | 上小松町、下小松町、上平井町、奥戸新町、奥戸本町             |      |
| 東新小岩四丁目 | 1966年3月1日     |                    | 上小松町、下小松町、上平井町、奥戸新町、奥戸本町             |      |
| 東新小岩五丁目 | 1966年3月1日     |                    | 上小松町、下小松町、上平井町、奥戸新町、奥戸本町             |      |
| 東新小岩六丁目 | 1966年3月1日     |                    | 上小松町、下小松町、上平井町、奥戸新町、奥戸本町             |      |
| 東新小岩七丁目 | 1966年3月1日     |                    | 上小松町、下小松町、上平井町、奥戸新町、奥戸本町             |      |
| 東新小岩八丁目 | 1966年3月1日     |                    | 上小松町、下小松町、上平井町、奥戸新町、奥戸本町             |      |
| 奥戸一丁目     | 1968年8月1日     |                    | 奥戸本町、奥戸新町、上小松町、下小松町、本田立石町、上平井町 |      |
| 奥戸二丁目     | 1968年8月1日     |                    | 奥戸本町、奥戸新町、上小松町、下小松町、本田立石町、上平井町 |      |
| 奥戸三丁目     | 1968年8月1日     |                    | 奥戸本町、奥戸新町、上小松町、下小松町、本田立石町、上平井町 |      |
| 奥戸四丁目     | 1968年8月1日     |                    | 奥戸本町、奥戸新町、上小松町、下小松町、本田立石町、上平井町 |      |
| 奥戸五丁目     | 1972年2月1日     |                    | 奥戸本町、奥戸新町、上小松町、下小松町、本田立石町、上平井町 |      |
| 奥戸六丁目     | 1972年2月1日     |                    | 奥戸本町、奥戸新町、上小松町、下小松町、本田立石町、上平井町 |      |
| 奥戸七丁目     | 1972年2月1日     |                    | 奥戸本町、奥戸新町、上小松町、下小松町、本田立石町、上平井町 |      |
| 奥戸八丁目     | 1972年2月1日     |                    | 奥戸本町、奥戸新町、上小松町、下小松町、本田立石町、上平井町 |      |
| 奥戸九丁目     | 1972年2月1日     |                    | 奥戸本町、奥戸新町、上小松町、下小松町、本田立石町、上平井町 |      |

### 高砂区民事務所管内
| 町名       | 町区域新設年月日 | 住居表示実施年月日 | 住居表示実施前の町名など                                            | 備考 |
| ---------- | ---------------- | ------------------ | ------------------------------------------------------------------- | ---- |
| 高砂一丁目 | 1965年8月1日     |                    | 諏訪町（全）、高砂町、新宿町3、本田立石町、奥戸新町、細田町、鎌倉町 |      |
| 高砂二丁目 | 1965年8月1日     |                    | 諏訪町（全）、高砂町、新宿町3、本田立石町、奥戸新町、細田町、鎌倉町 |      |
| 高砂三丁目 | 1965年8月1日     |                    | 諏訪町（全）、高砂町、新宿町3、本田立石町、奥戸新町、細田町、鎌倉町 |      |
| 高砂四丁目 | 1965年8月1日     |                    | 諏訪町（全）、高砂町、新宿町3、本田立石町、奥戸新町、細田町、鎌倉町 |      |
| 高砂五丁目 | 1965年8月1日     |                    | 諏訪町（全）、高砂町、新宿町3、本田立石町、奥戸新町、細田町、鎌倉町 |      |
| 高砂六丁目 | 1965年8月1日     |                    | 諏訪町（全）、高砂町、新宿町3、本田立石町、奥戸新町、細田町、鎌倉町 |      |
| 高砂七丁目 | 1965年8月1日     |                    | 諏訪町（全）、高砂町、新宿町3、本田立石町、奥戸新町、細田町、鎌倉町 |      |
| 高砂八丁目 | 1965年8月1日     |                    | 諏訪町（全）、高砂町、新宿町3、本田立石町、奥戸新町、細田町、鎌倉町 |      |
| 柴又一丁目 | 1967年9月1日     |                    | 柴又町2・3（全）、柴又町1、新宿町4、金町1・2                        |      |
| 柴又二丁目 | 1967年9月1日     |                    | 柴又町2・3（全）、柴又町1、新宿町4、金町1・2                        |      |
| 柴又三丁目 | 1967年9月1日     |                    | 柴又町2・3（全）、柴又町1、新宿町4、金町1・2                        |      |
| 柴又四丁目 | 1967年9月1日     |                    | 柴又町2・3（全）、柴又町1、新宿町4、金町1・2                        |      |
| 柴又五丁目 | 1967年9月1日     |                    | 柴又町2・3（全）、柴又町1、新宿町4、金町1・2                        |      |
| 柴又六丁目 | 1967年9月1日     |                    | 柴又町2・3（全）、柴又町1、新宿町4、金町1・2                        |      |
| 柴又七丁目 | 1967年9月1日     |                    | 柴又町2・3（全）、柴又町1、新宿町4、金町1・2                        |      |
| 鎌倉一丁目 | 1966年3月1日     |                    | 鎌倉町、細田町、高砂町                                              |      |
| 鎌倉二丁目 | 1966年3月1日     |                    | 鎌倉町、細田町、高砂町                                              |      |
| 鎌倉三丁目 |                  |                    | 鎌倉町、細田町、高砂町                                              |      |
| 鎌倉四丁目 | 1967年6月1日     |                    | 鎌倉町、細田町、高砂町                                              |      |
| 細田一丁目 | 1972年2月1日     |                    | 細田町、鎌倉町、高砂町、奥戸新町                                    |      |
| 細田二丁目 | 1972年2月1日     |                    | 細田町、鎌倉町、高砂町、奥戸新町                                    |      |
| 細田三丁目 | 1966年3月1日     |                    | 細田町、鎌倉町、高砂町、奥戸新町                                    |      |
| 細田四丁目 | 1966年3月1日     |                    | 細田町、鎌倉町、高砂町、奥戸新町                                    |      |
| 細田五丁目 | 1972年2月1日     |                    | 細田町、鎌倉町、高砂町、奥戸新町                                    |      |

### 堀切区民事務所管内
| 町名           | 町区域新設年月日 | 住居表示実施年月日 | 住居表示実施前の町名など                                             | 備考 |
| -------------- | ---------------- | ------------------ | -------------------------------------------------------------------- | ---- |
| 堀切一丁目     | 1972年12月1日    |                    | 堀切町（全）、小谷野町（全）、上千葉町、下千葉町、小菅町、本田若宮町 |      |
| 堀切二丁目     | 1972年12月1日    |                    | 堀切町（全）、小谷野町（全）、上千葉町、下千葉町、小菅町、本田若宮町 |      |
| 堀切三丁目     | 1972年12月1日    |                    | 町（全）、小谷野町（全）、上千葉町、下千葉町、小菅町、本田若宮町     |      |
| 堀切四丁目     | 1964年8月1日     |                    | 堀切町（全）、小谷野町（全）、上千葉町、下千葉町、小菅町、本田若宮町 |      |
| 堀切五丁目     | 1963年11月1日    |                    | 堀切町（全）、小谷野町（全）、上千葉町、下千葉町、小菅町、本田若宮町 |      |
| 堀切六丁目     | 1963年11月1日    |                    | 堀切町（全）、小谷野町（全）、上千葉町、下千葉町、小菅町、本田若宮町 |      |
| 堀切七丁目     | 1963年11月1日    |                    | 堀切町（全）、小谷野町（全）、上千葉町、下千葉町、小菅町、本田若宮町 |      |
| 堀切八丁目     | 1965年3月1日     |                    | 堀切町（全）、小谷野町（全）、上千葉町、下千葉町、小菅町、本田若宮町 |      |
| 東堀切一丁目   | 1964年8月1日     |                    | 上千葉町、下千葉町、砂原町                                           |      |
| 東堀切二丁目   | 1964年8月1日     |                    | 上千葉町、下千葉町、砂原町                                           |      |
| 東堀切三丁目   | 1965年12月1日    |                    | 上千葉町、下千葉町、砂原町                                           |      |
| お花茶屋一丁目 | 1964年8月1日     |                    | 上千葉町、下千葉町、亀有町1、本田宝木塚町                            |      |
| お花茶屋二丁目 | 1964年8月1日     |                    | 上千葉町、下千葉町、亀有町1、本田宝木塚町                            |      |
| お花茶屋三丁目 | 1964年8月1日     |                    | 上千葉町、下千葉町、亀有町1、本田宝木塚町                            |      |
| 宝町一丁目     | 1972年12月1日    |                    | 宝町（全）、堀切町3                                                  |      |
| 宝町二丁目     | 1972年12月1日    |                    | 宝町（全）、堀切町3                                                  |      |
| 小菅一丁目     | 1964年8月1日     |                    | 小菅町、上千葉町、下千葉町                                           |      |
| 小菅二丁目     | 1964年8月1日     |                    | 小菅町、上千葉町、下千葉町                                           |      |
| 小菅三丁目     | 1964年8月1日     |                    | 小菅町、上千葉町、下千葉町                                           |      |
| 小菅四丁目     | 1968年4月1日     |                    | 小菅町、上千葉町、下千葉町                                           |      |

### 水元区民事務所管内
| 町名         | 町区域新設年月日 | 住居表示実施年月日 | 住居表示実施前の町名など                                     | 備考 |
| ------------ | ---------------- | ------------------ | ------------------------------------------------------------ | ---- |
| 水元一丁目   | 1981年1月1日     |                    | 水元猿町、水元飯塚町、水元小合町、水元小合新町、水元小合上町 |      |
| 水元二丁目   | 1981年1月1日     |                    | 水元猿町、水元飯塚町、水元小合町、水元小合新町、水元小合上町 |      |
| 水元三丁目   | 1981年1月1日     |                    | 水元猿町、水元飯塚町、水元小合町、水元小合新町、水元小合上町 |      |
| 水元四丁目   | 1981年1月1日     |                    | 水元猿町、水元飯塚町、水元小合町、水元小合新町、水元小合上町 |      |
| 水元五丁目   | 1981年1月1日     |                    | 水元猿町、水元飯塚町、水元小合町、水元小合新町、水元小合上町 |      |
| 水元公園     | 1981年10月1日    |                    | 水元小合上町、水元小合町、水元小合新町                       |      |
| 南水元一丁目 | 1981年1月1日     |                    | 水元小合町、水元飯塚町、新宿町5                              |      |
| 南水元二丁目 | 1981年1月1日     |                    | 水元小合町、水元飯塚町、新宿町5                              |      |
| 南水元三丁目 | 1981年1月1日     |                    | 水元小合町、水元飯塚町、新宿町5                              |      |
| 南水元四丁目 | 1981年1月1日     |                    | 水元小合町、水元飯塚町、新宿町5                              |      |
| 西水元一丁目 | 1981年10月1日    |                    | 水元飯塚町、水元猿町                                         |      |
| 西水元二丁目 | 1981年10月1日    |                    | 水元飯塚町、水元猿町                                         |      |
| 西水元三丁目 | 1981年10月1日    |                    | 水元飯塚町、水元猿町                                         |      |
| 西水元四丁目 | 1981年10月1日    |                    | 水元飯塚町、水元猿町                                         |      |
| 西水元五丁目 | 1981年10月1日    |                    | 水元飯塚町、水元猿町                                         |      |
| 西水元六丁目 | 1981年10月1日    |                    | 水元飯塚町、水元猿町                                         |      |
| 東水元一丁目 | 1966年9月1日     |                    | 水元小合町、水元小合上町、水元小合新町、水元猿町             |      |
| 東水元二丁目 | 1966年9月1日     |                    | 水元小合町、水元小合上町、水元小合新町、水元猿町             |      |
| 東水元三丁目 | 1981年10月1日    |                    | 水元小合町、水元小合上町、水元小合新町、水元猿町             |      |
| 東水元四丁目 | 1981年10月1日    |                    | 水元小合町、水元小合上町、水元小合新町、水元猿町             |      |
| 東水元五丁目 | 1981年10月1日    |                    | 水元小合町、水元小合上町、水元小合新町、水元猿町             |      |

## 地域

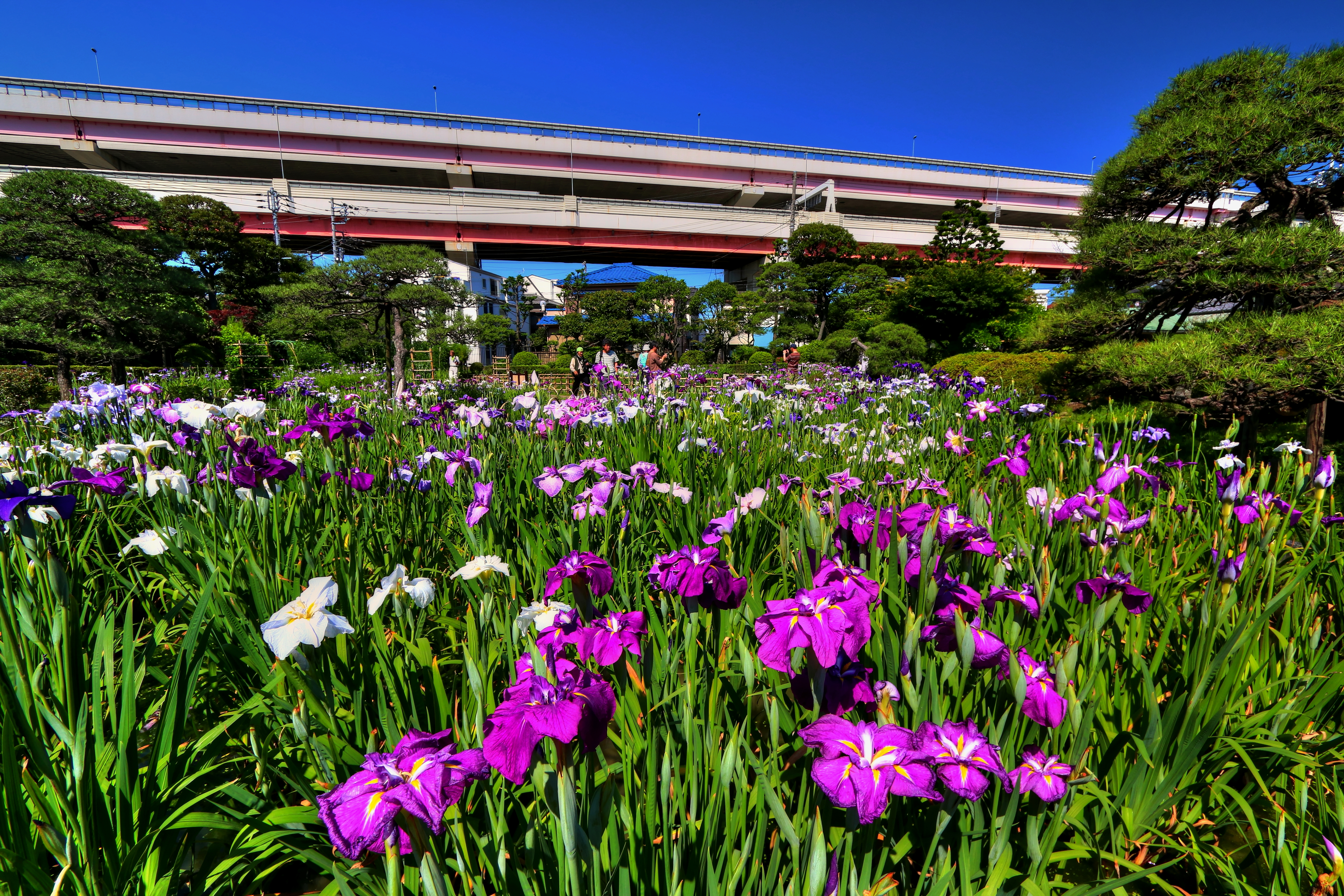
堀切菖蒲園

### 名所
- 日本の音風景100選：柴又帝釈天界隈と矢切の渡し
- 関東の駅百選：京成電鉄柴又駅
- 堀切菖蒲園

### ホール・文化施設
- 葛飾区郷土と天文の博物館
- かつしかシンフォニーヒルズ
- かめありリリオホール
- 山本亭
- 葛飾柴又寅さん記念館
- プラネターリアム銀河座

### 祭り・イベント
- かつしかふれあいRUNフェスタ（3月）
- 柴又さくらまつり（4月）
- 葛飾区伝統産業職人会まつり（5月）
- 葛飾菖蒲まつり（6月）
- 葛飾納涼花火大会（7月）
- 寅さんまつり（8月）
- 葛飾区産業フェスタ（10月）
- かつしかフードフェスタ（11月）
- 両さんまつり（11月）

### ナンバープレート
葛飾区は、 東京運輸支局足立自動車検査登録事務所の管轄であり、以前は「足立」ナンバー交付対象地域であったが、2020年5月11日よりご当地ナンバープレート制度の対象地域となり、「葛飾」ナンバーが交付される。同時に図柄入りナンバープレートの対象地域となっている。

## 通信

### 電話
葛飾区内の市外局番は全域が03東京MA。

### 郵便
郵便区番号（郵便番号上3桁）は「124」および「125」このうち「124」区域は葛飾郵便局、「125」区域は葛飾新宿郵便局が集配業務を担当している。

### メディア
- J:COM東葛葛飾
- 葛飾エフエム放送：コミュニティ放送局

## 行政

### 区長
- 区長：青木克徳（あおき かつのり）（4期目）
- 任期：2021年（令和3年）12月19日 - 2025年12月18日

### 歴代区長

#### 地方自治法施行まで
| 代 | 氏名       | 任期初日                   | 任期終日                   | 種別 | 期・備考               |
| -- | ---------- | -------------------------- | -------------------------- | ---- | ---------------------- |
| 初 | 高橋徳太郎 | 1932年（昭和7年）10月1日   | 1936年（昭和11年）10月10日 | 官吏 | 退職                   |
| 2  | 蓮田琴次郎 | 1936年（昭和11年）10月10日 | 1938年（昭和13年）10月20日 | 官吏 | 目黒区長へ転出         |
| 3  | 田中一雄   | 1938年（昭和13年）10月20日 | 1940年（昭和15年）8月17日  | 官吏 | 荒川区長へ転出         |
| 4  | 田島長三郎 | 1940年（昭和15年）8月17日  | 1942年（昭和17年）9月2日   | 官吏 | 退職                   |
| 5  | 赤羽幾一   | 1942年（昭和17年）9月2日   | 1945年（昭和18年）6月30日  | 官吏 | 麻布区長へ転出         |
| 6  | 鹿谷義一   | 1945年（昭和18年）6月30日  | 1945年（昭和20年）6月30日  | 官吏 | 都立第三中学校長へ転出 |
| 7  | 高橋佐久松 | 1945年（昭和20年）6月30日  | 1947年（昭和22年）3月15日  | 官吏 | 退職                   |

#### 地方自治法施行以降
| 代 | 氏名       | 任期初日                   | 任期終日                   | 種別                 | 期・備考         |
| -- | ---------- | -------------------------- | -------------------------- | -------------------- | ---------------- |
| 8  | 高橋佐久松 | 1947年（昭和22年）4月15日  | 1951年（昭和26年）4月23日  | 公選                 |                  |
| 9  | 高橋佐久松 | 1951年（昭和26年）4月23日  | 1955年（昭和30年）4月22日  | 公選                 | 公選2期・通算3期 |
| 10 | 小川孝之助 | 1955年（昭和30年）7月18日  | 1959年（昭和34年）7月17日  | 葛飾区議会による選任 | 1期              |
| 11 | 小川孝之助 | 1959年（昭和34年）7月18日  | 1963年（昭和38年）7月17日  | 葛飾区議会による選任 | 2期              |
| 12 | 小川孝之助 | 1963年（昭和38年）7月31日  | 1967年（昭和42年）7月30日  | 葛飾区議会による選任 | 3期              |
| 13 | 小川孝之助 | 1967年（昭和42年）7月31日  | 1971年（昭和46年）7月30日  | 葛飾区議会による選任 | 4期              |
| 14 | 小川孝之助 | 1971年（昭和46年）8月12日  | 1975年（昭和50年）4月26日  | 葛飾区議会による選任 | 5期              |
| 15 | 小川孝之助 | 1975年（昭和50年）4月27日  | 1978年（昭和53年）7月14日  | 公選                 | 公選1期・通算6期 |
| 16 | 小日向毅夫 | 1978年（昭和53年）9月3日   | 1982年（昭和57年）9月2日   | 公選                 | 1期              |
| 17 | 小日向毅夫 | 1982年（昭和57年）9月3日   | 1986年（昭和61年）9月2日   | 公選                 | 2期              |
| 18 | 小日向毅夫 | 1986年（昭和61年）9月3日   | 1990年（平成2年）9月2日    | 公選                 | 3期              |
| 19 | 小日向毅夫 | 1990年（平成2年）9月3日    | 1992年（平成4年）8月31日   | 公選                 | 4期 退任         |
| 20 | 出口晴三   | 1992年（平成4年）9月6日    | 1993年（平成5年）11月1日   | 公選                 | 1期 辞職         |
| 21 | 青木勇     | 1993年（平成5年）12月19日  | 1997年（平成9年）12月18日  | 公選                 | 1期              |
| 22 | 青木勇     | 1997年（平成9年）12月19日  | 2001年（平成13年）12月18日 | 公選                 | 2期              |
| 23 | 青木勇     | 2001年（平成13年）12月19日 | 2005年（平成17年）12月18日 | 公選                 | 3期              |
| 24 | 青木勇     | 2005年（平成17年）12月19日 | 2009年（平成21年）12月18日 | 公選                 | 4期 退任         |
| 25 | 青木克徳   | 2009年（平成21年）12月19日 | 2013年（平成25年）12月18日 | 公選                 | 1期              |
| 26 | 青木克徳   | 2013年（平成25年）12月19日 | 2017年（平成29年）12月18日 | 公選                 | 2期              |
| 27 | 青木克徳   | 2017年（平成29年）12月19日 | 2021年（令和3年）12月18日  | 公選                 | 3期              |
| 28 | 青木克徳   | 2021年（令和3年）12月19日  | （現任中）                 | 公選                 | 4期              |

（1990年までの就任者は、葛飾区編 『増補 葛飾区史』による。）

## 議会

### 都議会
2021年東京都議会議員選挙
- 選挙区：葛飾区選挙区
- 定数：4人
- 任期：2021年7月23日 - 2025年7月22日
- 投票日：2021年7月4日
- 当日有権者数：376,091人
- 投票率：40.01％

| 候補者名   | 当落 | 年齢 | 所属党派           | 新旧別 | 得票数   |
| ---------- | ---- | ---- | ------------------ | ------ | -------- |
| 北口剛士   | 当   | 46   | 公明党             | 新     | 30,725票 |
| 和泉尚美   | 当   | 59   | 日本共産党         | 現     | 24,498票 |
| 米川大二郎 | 当   | 53   | 都民ファーストの会 | 現     | 23,063票 |
| 平田充孝   | 当   | 47   | 自由民主党         | 新     | 22,404票 |
| 舟坂誓生   | 落   | 73   | 自由民主党         | 現     | 16,595票 |
| 岩崎孝太郎 | 落   | 39   | 立憲民主党         | 新     | 15,443票 |
| 小川優太   | 落   | 30   | 無所属             | 新     | 4,283票  |
| 中谷基志   | 落   | 49   | 無所属             | 新     | 2,499票  |
| 根本良輔   | 落   | 27   | つばさの党         | 新     | 1,892票  |
| 高橋淳也   | 落   | 41   | 諸派               | 新     | 1,862票  |
| 黒瀬信明   | 落   | 36   | 諸派               | 新     | 1,497票  |
| 後藤輝樹   | 落   | 38   | 諸派               | 新     | 1,326票  |
| 河合悠祐   | 落   | 40   | 諸派               | 新     | 929票    |

### 衆議院
- 選挙区：東京17区（葛飾区）
- 投票日：2024年10月27日
- 当日有権者数：383,332人
- 投票率：52.20％

| 当落 | 候補者名 | 年齢 | 所属党派     | 新旧別 | 得票数   | 重複 |
| ---- | -------- | ---- | ------------ | ------ | -------- | ---- |
| 当   | 平沢勝栄 | 79   | 無所属       | 前     | 64,495票 |      |
| 比当 | 円より子 | 77   | 国民民主党   | 新     | 51,975票 | ○    |
| 比当 | 猪口幸子 | 68   | 日本維新の会 | 新     | 42,420票 | ○    |
|      | 新井杉生 | 65   | 日本共産党   | 新     | 26,564票 |      |

## 姉妹都市・提携都市
国外3都市と友好都市・姉妹都市提携を結んでいる。表記は葛飾区のウェブサイトに従う。
- ウィーン市フロリズドルフ区（英語版、ドイツ語版）（ オーストリア）[13]
  - 1987年11月2日 - 友好都市提携[10][11]

1986年、ウィーン市長のヘルムート・ツィルクは、訪日の際に飛行機機上で映画『男はつらいよ』シリーズの作品を観、ウィーン市民の気質や市郊外の風景が作品の世界と似ているとして感銘を受け、葛飾区とフロリズドルフ区（中心部からはドナウ川の川向うに当たる、市北東部の郊外地区）との友好交流を希望。葛飾区職員がフロリズドルフ区を訪問して区長の意向を確認するなどのやりとりを経て、友好都市提携が行われる。
ツィルク市長の招致により、『男はつらいよ 寅次郎心の旅路』（1989年8月公開）はウィーンが舞台となった。2001年にはフロリズドルフ区の幹線道路が「葛飾通り」（Katsushikastraße、かつしかシュトラッセ）と命名された。また2009年には区内に「寅さん公園」（Tora-San-Park, 約20平方メートル）が開園した。
- 北京市豊台区（ 中国）[15]
  - 1992年11月12日 - 友好都市提携[10]

1985年10月、葛飾区議会議員の訪中団が豊台区を訪問。以後、友好訪問団の相互訪問、スポーツ交流、青少年交流などが進められる。
- ソウル特別市麻浦区（ 韓国）[16]
  - 2015年11月12日 - 姉妹都市提携[10]

2008年7月、葛飾区議会議員の訪韓団が麻浦区を訪問。以後、区長・区議・幹部職員の相互訪問が進められ、2015年4月23日に「葛飾区と麻浦区との友好交流に関する確認書」を交換。
このほか、以下の地域と継続的な交流がある。
- ペナン州（ マレーシア）[17]

1987年、葛飾区教育委員会が青少年と青少年活動指導者をホームステイに派遣して以来、マレーシア青年クラブ連合ペナン支部と協力関係を結び、継続的な交流がある。

## 教育

### 大学
- 東京聖栄大学 - 聖徳栄養短期大学が2005年に改組
- 東京理科大学葛飾キャンパス

### 高等学校

#### 都立
- 東京都立葛飾野高等学校
- 東京都立南葛飾高等学校
- 東京都立葛飾総合高等学校
- 東京都立葛飾商業高等学校
- 東京都立農産高等学校
- 東京都立本所工科高等学校

#### 私立
（中高一貫校を含む）
- 共栄学園高等学校
- 修徳高等学校

### 中学校
区立中学24校には冷房が完備され、2005年度から夏休みが1週間短くなった。学校5日制で減った授業時間の確保が目的である。現在は元に戻っている。

#### 区立
- 葛飾区立青戸中学校
- 葛飾区立青葉中学校
- 葛飾区立綾瀬中学校
- 葛飾区立一之台中学校
- 葛飾区立奥戸中学校
- 葛飾区立葛美中学校
- 葛飾区立金町中学校
- 葛飾区立上平井中学校
- 葛飾区立亀有中学校
- 葛飾区立小松中学校
- 葛飾区立桜道中学校
- 葛飾区立新小岩中学校（新小岩学園）
- 葛飾区立大道中学校
- 葛飾区立高砂中学校（高砂けやき学園）
- 葛飾区立立石中学校
- 葛飾区立常盤中学校
- 葛飾区立中川中学校
- 葛飾区立新宿中学校
- 葛飾区立東金町中学校
- 葛飾区立双葉中学校
- 葛飾区立堀切中学校
- 葛飾区立本田中学校
- 葛飾区立水元中学校
- 葛飾区立四ツ木中学校

#### 私立
- 共栄学園中学校
- 修徳中学校
- 東京シューレ葛飾中学校

### 小学校

#### 区立
- 葛飾区立青戸小学校
- 葛飾区立飯塚小学校
- 葛飾区立梅田小学校
- 葛飾区立奥戸小学校
- 葛飾区立葛飾小学校
- 葛飾区立金町小学校
- 葛飾区立鎌倉小学校
- 葛飾区立上小松小学校
- 葛飾区立上千葉小学校
- 葛飾区立上平井小学校
- 葛飾区立亀青小学校
- 葛飾区立川端小学校
- 葛飾区立北野小学校
- 葛飾区立幸田小学校
- 葛飾区立こすげ小学校
- 葛飾区立小松南小学校
- 葛飾区立柴原小学校
- 葛飾区立柴又小学校
- 葛飾区立白鳥小学校
- 葛飾区立末広小学校
- 葛飾区立住吉小学校
- 葛飾区立清和小学校
- 葛飾区立高砂小学校（高砂けやき学園）
- 葛飾区立中青戸小学校
- 葛飾区立中之台小学校
- 葛飾区立新宿小学校
- 葛飾区立西亀有小学校
- 葛飾区立西小菅小学校
- 葛飾区立花の木小学校
- 葛飾区立原田小学校
- 葛飾区立半田小学校
- 葛飾区立東綾瀬小学校
- 葛飾区立東金町小学校
- 葛飾区立東柴又小学校
- 葛飾区立東水元小学校
- 葛飾区立東四つ木小学校
- 葛飾区立二上小学校
- 葛飾区立宝木塚小学校
- 葛飾区立細田小学校
- 葛飾区立堀切小学校
- 葛飾区立本田小学校
- 葛飾区立松上小学校（新小岩学園）
- 葛飾区立水元小学校
- 葛飾区立道上小学校
- 葛飾区立南綾瀬小学校
- 葛飾区立南奥戸小学校
- 葛飾区立よつぎ小学校
- 葛飾区立綾南小学校
- 葛飾区立保田しおさい学校

### 特別支援学校
- 東京都立葛飾特別支援学校
- 東京都立水元特別支援学校
- 東京都立水元小合学園
- 東京都立葛飾盲学校

## 交通
鉄道路線は東西方向が中心で、南北方向は京成金町線のみである。さらに京成金町線は全線単線のために本数も少ない。そのため同じ東京都区部の世田谷区や江戸川区と同じく、南北方向の公共交通は路線バスに依存している。葛飾区内の駅から隣接する南北の市または区に向かう路線バスとしては、亀有駅から環七通を経由し葛西臨海公園駅方面に向かうシャトルセブンが1時間に1 - 2本程度運行されているほか、北部の亀有駅や金町駅からは三郷駅方面、八潮駅方面、小岩駅方面などに向かう路線バスが、南部の新小岩駅からは篠崎駅方面、船堀駅方面などに向かう路線バスがある。
南北方向の交通の利便性を向上すべく葛飾区は、新金貨物線（常磐線貨物線）の旅客化やメトロセブンの実現、および地下鉄8号線（有楽町線）や11号線（半蔵門線）の区内延伸などについて検討を行っている。

### 鉄道
東日本旅客鉄道（JR東日本）
- 常磐線（常磐線各駅停車）
  - 亀有駅 - 金町駅
- 総武本線（総武線各駅停車・総武線快速）
  - 新小岩駅

京成電鉄
- 本線
  - 堀切菖蒲園駅 - お花茶屋駅 - 青砥駅 - 京成高砂駅
- 成田空港線（成田スカイアクセス線）
  - 京成高砂駅
- 押上線
  - 四ツ木駅 - 京成立石駅 - 青砥駅
- 金町線
  - 京成高砂駅 - 柴又駅 - 京成金町駅

北総鉄道
- 北総線
  - 京成高砂駅 - 新柴又駅

葛飾区役所は京成立石駅・青砥駅・お花茶屋駅からほぼ等距離の位置にあり、3駅よりバスでアクセスできる。
葛飾区は東京都区部で唯一地下駅が存在しないほか、世田谷区とともに地下鉄路線が通っていない。ただし、常磐線各駅停車は東京メトロ千代田線と、京成押上線は都営地下鉄浅草線とそれぞれ相互直通運転を行っている。
東京メトロ千代田線の綾瀬駅は足立区との区境にあり、東口部分は小菅4丁目と隣接している。開業当初の所在地は葛飾区上千葉町であったが、1968年（昭和43年）4月1日に区境変更および移管が行われ、所在地が足立区綾瀬3丁目に変更となった。

### 道路
- 高速道路
  - 首都高速道路 (C2) 中央環状線（小菅ジャンクション - 小菅出入口 - 堀切ジャンクション - 四つ木出入口 - 平井大橋出入口）
  - NEXCO東日本 (C3) 東京外環自動車道（三郷南ICと松戸ICの間で通過するのみ）

- 一般道路
  - 水戸街道（国道6号）
    - 松戸・柏・我孫子・取手・土浦・石岡・水戸方面

  - 東京外郭環状道路（国道298号）
  - 環七通り（東京都道318号環状七号線）
  - 蔵前橋通り（東京都道315号御徒町小岩線）
  - 平和橋通り（東京都道308号千住小松川葛西沖線・東京都道450号新荒川葛西堤防線と一部区間重複）
  - 奥戸街道（東京都道60号市川四ツ木線）
  - 柴又街道（東京都道501号王子金町市川線の一部）
  - 岩槻街道（東京都道501号王子金町市川線の一部）
  - 川の手通り（東京都道314号言問大谷田線・東京都道308号千住小松川葛西沖線支線と一部区間重複）
  - 江北橋通り（東京都道467号千住新宿町線の一部）
  - 東京都道54号松戸草加線
  - 東京都道67号葛飾吉川松伏線
  - 東京都道450号新荒川葛西堤防線
  - 東京都道451号江戸川堤防線
  - 東京都道467号千住新宿町線
  - 東京都道471号金町線
  - 東京都道501号王子金町市川線

### 路線バス
- 京成バス - 区内に奥戸営業所、金町営業所が所在。
- 京成バス東京 - 本社（葛飾営業所）は奥戸2丁目。2025年4月1日に京成タウンバスから社名変更。
- 都営バス - 区内に青戸支所が所在。
- 東武バス - 区内に東武バスセントラル葛飾営業所が所在。
- マイスカイ交通 - 本社は埼玉県三郷市。路線の一部が区内にも乗り入れる。
- 日立自動車交通 - 本社は東京都足立区。足立区コミュニティバス「はるかぜ」の一部が区内に乗り入れるほか、乗合タクシー「さくら」を運行している。

## 本社がある企業
- 金融
  - 亀有信用金庫
  - 東榮信用金庫
  - 青和信用組合
  - 東京スマイル農業協同組合
- 食品メーカー
  - ミヨシ油脂
  - 武蔵野食品工業所（納豆）
- 食品機械メーカー
  - ヤエス
- 機械メーカー
  - 森尾電機
  - 日之出製作所
  - 水越製作所
  - 昭和風力機械
- 金属加工
  - 稲葉製作所
  - 古山鉄工所
  - 千葉精螺
  - 和弘利器
- プラスチック加工
  - 墨田加工
- その他製造
  - コミネオートセンター
  - 野田鶴声社
  - カール事務器
  - 北星鉛筆
  - 日本白墨工業
  - 武井バーナー
  - 富士産業
  - マルシン工業
  - オビツ製作所
  - ミクニ化学工業
  - 公和産業
  - 東京和晒
  - ヒキフネ
  - 杉野ゴム化学工業所
  - カインズグループ
  - カナック企画
  - ワントップ
- サービス業
  - 石鍋商店
  - ジョイフル恵利
- 玩具メーカー
  - タカラトミー
  - セキグチ - モンチッチ（人形）を製造
  - 丸彰
  - 夢屋
- 小売業
  - 京成ストア
  - サックスバー ホールディングス・東京デリカ
  - ニッショー
- 建設
  - 大盛工業
  - 昭栄電気産業
- 運輸
  - 京成バス東京
  - バンダイロジパル
- 旅行会社
  - 京成トラベルサービス
- 不動産
  - 京成不動産
  - 常総会館
- 自動車教習所
  - 京成ドライビングスクール（旧・京成自動車学校）
  - 新小岩自動車学校
  - 平和橋自動車教習所
- 芸能
  - ウイーズカンパニー
  - スターダム
- IT関連
  - カルチャーブレーン

## 寺社
- 柴又帝釈天
- 葛西神社
- 立石様
- 南蔵院（立石八丁目）・南蔵院裏古墳

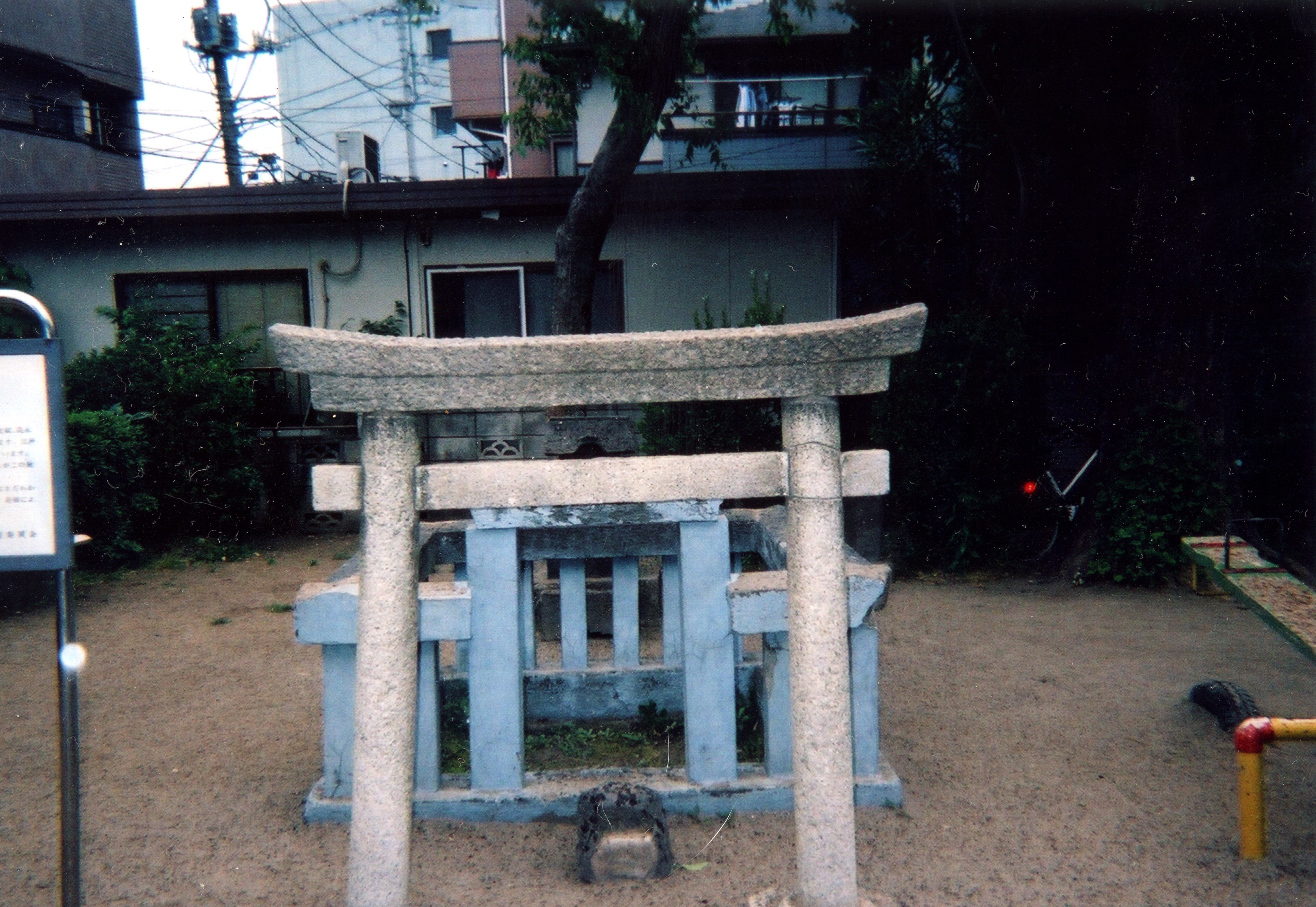
立石様

- 熊野神社（立石八丁目） - 安倍晴明ゆかり
- 西光寺 - 葛西清重の墓・聖徳太子像（非公開）
- 浄光寺（木下川薬師）
- 奥戸天祖神社 - 大しめ縄
- 半田稲荷神社
- 南蔵院（東水元二丁目） - しばられ地蔵
- 熊野神社（東水元五丁目） - 樹齢300年の2本のタブノキ
- 證願寺 - 科学・仏教・文化発信の寺

## 公園

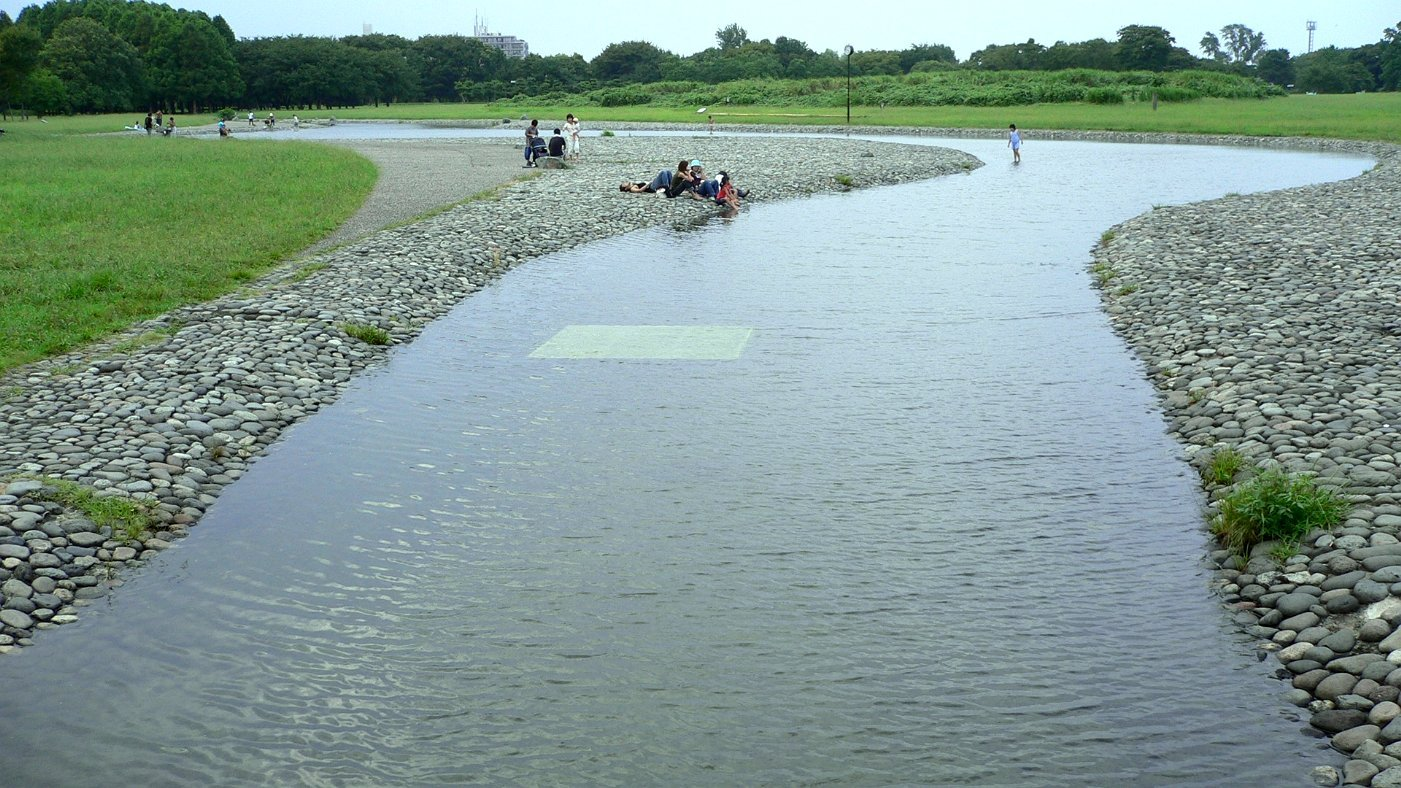
水元公園

- 都立水元公園
- 堀切菖蒲園
- 青戸平和公園
- 曳舟川親水公園
- 荒川小菅緑地公園
- 葛飾あらかわ水辺公園
- 奥戸総合スポーツセンター運動公園
- 小菅東スポーツ公園
- 葛西城址公園
- 新宿交通公園
- 上千葉砂原公園
- にいじゅくプレイパーク
- 北沼公園
- 奥戸フラワーパーク
- 鎌倉（野草園）公園
- 柴又公園
- 亀有公園
- 葛飾にいじゅくみらい公園
- 新小岩公園
- 西新小岩五丁目公園（モンチッチ公園）
- 東立石緑地公園
- 水元中央公園
- 四つ木つばさ公園
- 四つ木公園

## 住宅団地
- UR 青戸第一（賃貸1233 1956年）
- UR 青戸第二（賃貸451 1958年）
- UR 青戸第三（賃貸225）
- UR 青戸第四（賃貸55）
- UR 青戸第五（賃貸172）
- UR 上小松団地（東新小岩、賃貸464 1958年）
- 第五都営住宅
- 都営新宿団地（にいじゅくだんち）
- 水元小合町団地
- 都営お花茶屋三丁目アパート（1982年）
- 都営奥戸団地 - 1968年：東京都市計画事業（一団地の住宅施設）
- 都営奥戸一丁目アパート（1981年）
- 都営奥戸二丁目アパート（1968年）
- 都営奥戸三丁目アパート（1991年）
- 都営奥戸新町アパート（1966 - 1967 年）
- 都営鎌倉一丁目アパート（1971年）
- 都営鎌倉一丁目第2アパート（1973年）
- 都営鎌倉二丁目アパート（1972 - 1976 年）
- 都営鎌倉二丁目第2アパート（1976年）
- 都営鎌倉二丁目第3アパート（1979年）
- 都営鎌倉二丁目第4アパート（1987年）
- 都営鎌倉三丁目第2アパート（1994年）
- 都営鎌倉三丁目アパート（1982年）
- すまいる亀有
- UR 亀有六丁目団地（市街地住宅 賃貸56 1962年 譲渡返還）
- UR 亀有団地（賃貸296 1959年）
- 都営亀有一丁目第3アパート（1980年）
- 都営亀有一丁目アパート（1975 - 1979 年）
- 都営亀有一丁目第2アパート（1979 - 1981 年）
- 都営亀有二丁目第4アパート（1981年）
- 都営亀有二丁目第3アパート（1980年）
- 都営亀有二丁目第7アパート（1984年）
- 都営亀有二丁目アパート（1968年）
- 都営亀有二丁目第5アパート（1982 - 1989年）
- 都営亀有二丁目第8アパート（1988年）
- 都営亀有二丁目第2アパート（1977年）
- 都営亀有二丁目第6アパート（1983年）
- 都営亀有四丁目アパート（1969 - 1975 年）
- 都営亀有四丁目第2アパート（1975年）
- UR 金町団地（東金町、賃貸226 1958年 テラスハウス6棟現存 全面建て替え）
- UR 金町駅前団地・金町駅前市街地住宅（旧日本住宅公団、 久米建築事務所、ツインコリダー、1968年）
- 金町五丁目団地
- 金町第二団地
- 都営金町一丁目第2アパート（1984年）
- 都営金町一丁目アパート（1983年）
- 都営金町四丁目第2アパート（1989年）
- 都営金町四丁目第3アパート（1992年）
- 都営金町四丁目アパート（1987年）
- 都営高砂団地 - 1970年：東京都市計画事業（一団地の住宅施設）
- 都営高砂一丁目アパート（1967年） - 近くに商店が無くスーパーへは橋を渡って1km先へ行かなければならず都会の買い物難民になっている。
- 都営高砂アパート（1963 - 1969 年）
- 都営細田二丁目アパート（1984年）
- 都営柴又一丁目第2アパート（1980年）
- 都営柴又一丁目第3アパート（1980年）
- 都営柴又一丁目アパート（1976年）
- 都営柴又三丁目アパート（1973 - 1976年）
- 都営柴又四丁目アパート（1973年）
- 都営柴又四丁目第3アパート（1988年）

## 名誉区民
2012年10月1日、区制施行80周年を記念し初となる名誉区民を顕彰した。
- 小宮康孝（江戸小紋、人間国宝）
- 福田千惠（日本画家）
- 山田洋次（映画監督）
- 秋本治（漫画家）

2018年12月27日には以下の2名が名誉区民として顕彰された。
- 小宮康正（江戸小紋、人間国宝）
- 高橋陽一（漫画家）

2022年12月12日には倍賞千恵子（女優、歌手）が名誉区民として顕彰された。

## 葛飾区関連有名人
出身ではないが住んでいた、または住んでいる人たちも含む。
- 吉川英治（作家）
- 岩田藤七（ガラス作家。文化功労者）
- 大宮敏充（俳優、コメディアン）『デン助劇場』のデン助
- 加太こうじ（作家）紙芝居『黄金バット』の作者のひとり、もう一人は永松健夫
- 晝間弘（ひるまひろし、彫刻家、芸術院賞）
- 藤田喬平（ガラス作家。文化勲章受章）
- 平松保城（金工作家、東京芸術大学名誉教授）
- 木山茂年（実業家、東京デリカ創業）
- 平沢勝栄（衆議院議員）
- ターザン山本（スポーツライター）
- 柳家小袁治（落語家）
- さだまさし（歌手）（長崎県より転居、自作楽曲に四つ木に実在する橋を名に冠した『木根川橋』がある。）
- なぎら健壱（歌手、タレント、俳優）木挽町（現在の東銀座付近）から金町へ転居 自作楽曲に『葛飾にバッタを見た』がある。
- 山口那津男（参議院議員、公明党代表）
- マッハ文朱（女優、プロレスラー、歌手、タレント）熊本県より転居
- 石井竜也（歌手）茨城県より転居
- ウチヤマユウジ （アニメーター、アニメ監督）
- 古今亭菊輔（落語家）
- 山内美樹子（小説家）
- いとうせいこう（クリエイター。幼少期を過ごす）
- ロバート・ボールドウィン（俳優）
- 後藤仁（日本画家、アジアの美人画）読売・日本テレビ文化センター金町 講師
- 松本英子（漫画家）
- 内藤大助（プロボクサー）（北海道出身）
- IKa（漫画家）
- ですよ。（芸人）（足立区出身）
- 三上亮（ヴァイオリニスト）
- 安室奈美恵（歌手）
- 中村中（歌手。第5回かつしかバンドフェスティバルグランプリ）
- 亀田興毅（プロボクサー）大阪市西成区より「かつしかない・宝の町へ」と言う父に従い、弟たちと共に葛飾へ転居
- 渡部香生子（競泳選手）
- 大悟（お笑い芸人）
- 平松伸二（漫画家）岡山県出身
- 米谷優（プロスキーヤー）
- 鈴木信吾（版画家）1981年に出身地の荒川区から転居し、再転居する1985年までの約4年間在住

## 葛飾区が舞台の作品
- 男はつらいよ（1968 - 1997年、映画、TVドラマ）※柴又を中心に葛飾区各地（金町、水元、立石など）
- こちら葛飾区亀有公園前派出所（1976 - 2016年、マンガ、映画、アニメ、テレビドラマ）
- 宇宙怪獣ガメラ（1980年、映画）※亀有
- 3年B組金八先生（1980 - 1981年、TVドラマ第2シリーズ）※殆どの学校（桜二中、荒谷三中など）の外観を葛飾区内の学校を使用 桜三中→葛飾小学校 荒谷第二中→綾南小学校 高校合格発表→南葛飾高校の場所を変えて数校に見立ててロケ
- キャプテン翼（1981年 - 2024年、漫画、アニメ）※四つ木、立石付近
- 戦争と青春（1999年、映画）※青戸付近
- 高校教師（1993年、TVドラマ）
- ロングバケーション（1996年、TVドラマ）※シンフォニー・ヒルズ
- 洗濯機は俺にまかせろ（1999年、映画）
- ビューティフルライフ（2000年、TVドラマ）※新小岩付近
- 間宮兄弟（2005年、映画）※青戸・立石付近
- 誰がために（2005年、映画）
- 仮面ライダー響鬼（2005年、TVドラマ）※柴又、江戸川付近
- 結婚できない男（2006年、TVドラマ）※1エピソードでロケ
- 全開ガール（2011年、TVドラマ）※立石付近
- 紙兎ロペ（2012年 - 、アニメ）※設定が葛飾区
- 野良スコ（2014年 - 2016年、アニメ）葛飾区が舞台
- 不適切にもほどがある!（2024年、ドラマ）※立石中学校

その他、小菅にある東京拘置所周辺は、各種刑事・サスペンス物の撮影で使われる。
柴又、亀有は頻繁にドラマや情報番組などで紹介されている。

## 医療機関
2015年1月現在で葛飾区内にある東京都指定二次救急医療機関は以下の通り。
- 東京慈恵会医科大学葛飾医療センター（青戸、東京都災害拠点病院）
- 東京都保健医療公社東部地域病院（亀有、東京都災害拠点病院）
- 新葛飾病院（堀切）
- イムス葛飾ハートセンター（堀切）
- 亀有病院
- 金町中央病院
- 第一病院（東金町）
- 平成立石病院
- 堀切中央病院

## 官公署

### 消防
- 東京消防庁
  - 本田消防署（東立石） 特別救助隊・救急隊1
    - 上平井出張所（東新小岩） 特別消火中隊・救急隊無
    - 南綾瀬出張所（東堀切） 救急隊1
    - 青戸出張所 救急隊1
    - 奥戸出張所 救急隊1

  - 金町消防署 特別消火中隊・救急隊1
    - 亀有出張所 救急隊1
    - 柴又出張所 救急隊1
    - 水元出張所 救急隊1

### 警察
- 警視庁
  - 葛飾警察署（立石）
  - 亀有警察署（新宿）

### 区の施設
- 葛飾区伝統産業館]（立石）
- 葛飾区市民活動支援センター]（勤労福祉会館併設） （立石）
- 葛飾福祉工場（立石工場）
- 葛飾福祉工場（金町工場）
- 葛飾区シルバー人材センター（立石）
- 葛飾公証役場（立石）

### 国、都の施設など
- 東京拘置所（小菅）
- 京二十三区清掃一部事務組合 葛飾清掃工場（水元）
- 東京都水道局 葛飾営業所（立石）
- 東京都下水道局 東部第二下水道事務所（小菅）
- 東京都第五建設事務所（東新小岩）
- 東京都交通局南千住自動車営業所青戸支所（都営バス）（白鳥）
- 東京都江東治水事務所（東新小岩）
- 国土交通省 東京国道事務所亀有出張所（新宿）
- 東京都葛飾都税事務所（区役所内）
- 国税庁 東京国税局 葛飾税務署（立石）
- 東京法務局城北出張所（小菅）
- 東京都建設局 水元公園サービスセンター
- 厚生労働省 青戸ワークプラザ
- 日本年金機構 葛飾年金事務所（立石）
- 東京都中小企業振興公社 城東地域中小企業振興センター（青戸）